# Leandro Erlich
Pour les articles homonymes, voir Erlich.
Leandro Erlich, né en 1973 à Buenos Aires est un artiste contemporain argentin. Il vit et travaille entre l'Argentine et Paris.

## Travaux
Leandro Erlich a été découvert à travers des œuvres comme Swimming Pool, présentée à la Biennale de Venise en 2001 et depuis installée de façon permanente au musée de Kanazawa au Japon. À l’instar de La Piscine, les installations de Leandro Erlich sont composées d’éléments architecturaux le plus souvent construits à l’échelle humaine : un escalier, un ascenseur, une chambre… Le public s’oriente ainsi avec une vision familière. Grâce à ces dispositifs, il entretient avec les œuvres une relation participative. Par ce processus, il endosse le rôle d’un acteur qui lui permet d’évoluer dans une piscine sans se mouiller mais avec de mêmes visions et sensations. Cette œuvre est un bon exemple des possibilités de lecture qu’offre le travail de Leandro Erlich. L’existence matérielle est mise en doute notamment par des dispositifs qui peuvent être des trompe-l'œil, réalisés avec de vrais ou de faux miroirs qui se dédoublent, démultiplient ou encore inversent les espaces. Dans ce jeu d’illusions, d’inversions et de réflexions, le visiteur est invité à faire l’expérience des dons d’illusionniste de l’artiste. Mais l’expérience impose au spectateur de dépasser la fascination du phénomène optique pour explorer les profondeurs d’une réalité psychologique. Il ne crée pas un espace mais une situation avec le public, celui-ci étant souvent confronté à l’étrange expérience de sa propre présence.
En 2001, il représente l'Argentine à la 49e Biennale de Venise. En 2006, il fait partie des artistes nommés pour le Prix Marcel Duchamp. En 2015, l'obélisque de Buenos Aires semblait se lever sans sa pointe. C'était La Démocratie du Symbole, la première œuvre in situ du MALBA.

## Œuvres
- Maison fond (2015)

## Expositions personnelles (sélection)
2012
- "In/existance" Song Eun Art Center Seoul Coree

2011
- Espace104 Paris
- Galleria Continua, Le Moulin, France.
- Sean Kelly Gallery New York

2009
- Galeria Luciana Brito, Sao Paulo

2008
- Museo Nacional Centro de Arte Reina Sofía, Madrid, Espagne (Novembre)
- Galeria Nogueras-Blanchard Barcelona
- P.S 1 Moma New York
- Galleria Continua, San Gimignano

2007
- Galeria Ruth Benzacar Buenos Aires

2006
- MACRO Museo de Arte Contemporàno, Rome, Italie
- Galerie Emmanuel Perrotin, Miami, USA.
- Galerie Brito Cimino, Sao Paulo, Brésil

2005 
- Albion Gallery Londres, Angleterre
- Galeria Nogueras-Blanchard, Barcelone, Espagne
- Le Grand Café, Centre d'art contemporain, Saint Nazaire, France

## Expositions collectives (sélection)
2012
- Le Voyage a Nantes, France
- Where is the Time. Izolatsya Donetsk Ucraine,
- Triennale d'Echigo-Tsumari, Japon

2011
- Paris Delhi Bombay, Centre Pompidou, Paris

2008
- Face to Face, The Daros Collections, Part 1, Daros Exhibitions, Zürich, Suisse
- Mobile Art - Chanel Contemporary Art Container by Zaha Hadid 2008- 2010, Hong Kong, Tokyo, New york, Londres, Moscou, Paris

2007
- Miroir mon beau miroir, Maison Guerlain, Paris, France
- Porque junio no tiene 31 dias", Galeria Ruth Benzacar, Buenos Aires, Argentine
- Generational issue, CGAC Santiago de Compostela
- StereoVision, University of South Florida CAM, Tampa, USA.
- Timer 01, Triennale Bovisa, Milan, Italy
- Futuresystems :rare momente Lentos Kunstmuseum, Linz, Autriche

2006
- Notre Histoire Palais de Tokyo, Paris
- Triennale d'Echigo-Tsumari, Japon
- Artes Mundi Cardif, Pays de Galles
- Partenaire Particulier Espace Paul Ricard, Paris
- Galerie Emmanuel Perrotin, Paris,

2005
- 51e Biennale de Venise, Pavillon Italien (curtated by Maria de Corral), Italie
- The Plain of Heaven, Creative Time, New York, USA
- Offshore Prix Ricard, organisé par Jean Max Collard, Espace Paul Ricard, Paris

2004
- 21st Century Art Museum Kanazawa, Japon (Installation Permanente).
- La Nuit Blanche, (Cour de l'Observatoire) Paris, France
- Doubtiful. Dans les plis du réel, commissariat : Master en métiers et arts de l'exposition, galerie art et essai, université Rennes-2, France
- XXVI Biennale de São Paulo, Brésil